# Zborov nad Bystricou
Zborov nad Bystricou (bis 1927 slowakisch Zborov; ungarisch Felsőzboró) ist eine Gemeinde in der Nord-Mitte der Slowakei mit 2137 Einwohnern (Stand 31. Dezember 2024), die zum Okres Čadca, einem Teil des Žilinský kraj gehört.

## Geographie

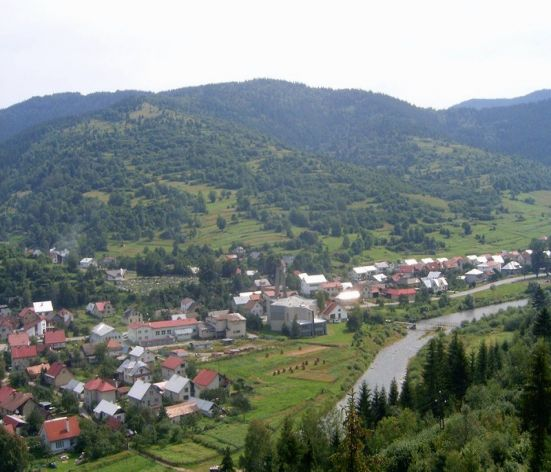
Blick auf den Ort

Die Gemeinde befindet sich zwischen dem Gebirge Kysucké Beskydy sowie dem Bergland Kysucká vrchovina im Tal des Flusses Bystrica, einem Zufluss der Kysuca. Sie gehört zur traditionellen Landschaft Kysuce. Das Ortszentrum liegt auf einer Höhe von 420 m n.m. und ist 12 Kilometer von Čadca sowie 30 Kilometer von Žilina gelegen.

## Geschichte
Zborov nad Bystricou wurde zum ersten Mal 1635 schriftlich erwähnt und entstand im Rahmen der walachischen Kolonisierung des Gebietes. 1640 wird es als Dorf geführt.

## Bevölkerung
| Jahr                | 1994 | 2004    | 2014    | 2024    |
| ------------------- | ---- | ------- | ------- | ------- |
| Anzahl der Personen | 2137 | 2282    | 2253    | 2137    |
| Unterschied         |      | +6,78 % | −1,27 % | −5,14 % |

| Jahr                | 2023 | 2024    |
| ------------------- | ---- | ------- |
| Anzahl der Personen | 2142 | 2137    |
| Unterschied         |      | −0,23 % |

Ergebnisse nach der Volkszählung 2001 (2236 Einwohner):
| Nach Ethnie: - 98,84 % Slowaken - 0,72 % Tschechen - 0,04 % Magyaren - 0,04 % Ruthenen | Nach Religion: - 97,81 % römisch-katholisch - 1,07 % keine Angabe - 0,72 % konfessionslos - 0,27 % evangelisch |

## Bauwerke

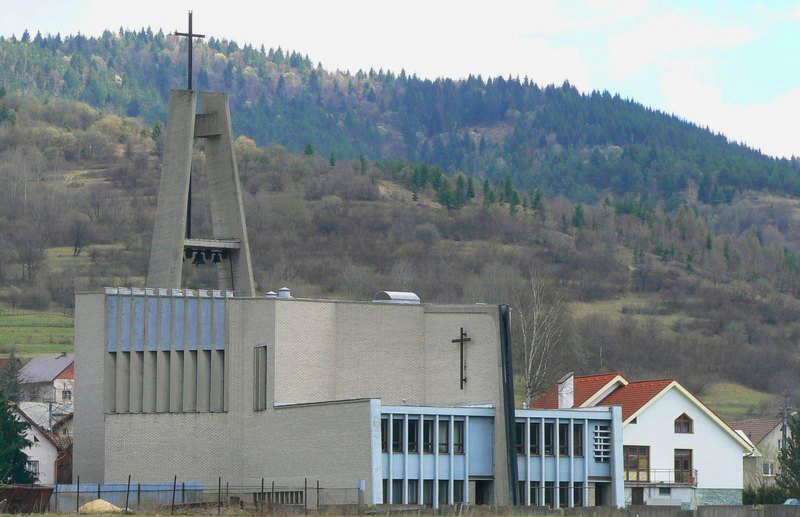
Kirche von Zborov nad Bystricou

- römisch-katholische Kirche Unbefleckte Empfängnis von 1971
- spätbarocke Kapelle von 1870, heute im Museum des Kysuce-Dorfes in Vychylovka